# Eric Ball
Eric Walter John Ball  (* 31. Oktober 1903 in Kingswood bei Bristol; † 1. Oktober 1989 in Dorset) war ein englischer Komponist und Dirigent. 
Er war der älteste von drei Söhnen in der Familie von Jack and Lily Ball. Seine Mutter war in einer Baptistenfamilie aufgewachsen und sehr engagiert in der Heilsarmee, in der sie Captain war, als sie Jack Ball heiratete, ebenso ein Mitglied der Heilsarmee.  
Der Kindertraum des Eric Ball war, einmal Organist in einer der großen englischen Kathedralen zu werden. Aufgrund der Verwurzelung der ganzen Familie bekam Eric seinen ersten Kontakt mit der Musik jedoch durch die Brass-Band der Heilsarmee. Gleichzeitig bekam er privaten Klavierunterricht. Später nahm er privaten Unterricht bei einem Organisten einer anglikanischen Kirche, der ihn auch in Harmonielehre und Kontrapunktion unterwies. Er bekam dann eine Organistenstelle in der Holy Trinity Church in Dartford.
1919 übernahm er eine Stelle in der zentralen Musik-Instrumenten-Abteilung der Heilsarmee in London. Sehr schnell wechselte er aber in das Musical Editorial Department, wo er neben anderen bekannten Komponisten und Arrangeuren, (Philip Catelinet, Bramwell Coles, Albert Jakeway und George Marshall, wie auch Henry Hall) die dort ebenfalls tätig waren, schaffen konnte. Seine erste veröffentlichte Komposition war ein Marsch Hoist The Flag im Jahr 1922. Fortan komponierte er zunächst vorwiegend Chorwerke und religiöse Musik.
Neben dieser Tätigkeit war er Dirigent diverser Brass-Bands der Heilsarmee und errichtete 1926 eine eigene Brass-Band The Salvation Army Publishing & Supplies Band. Am Ende seiner Tätigkeit für die Heilsarmee war er Dirigent der International Staff Band. Außerhalb der Heilsarmee wurde er erst nach dem Zweiten Weltkrieg als Dirigent tätig. 1946 wurde er Dirigent der Brighouse & Rastrick Brass-Band und gewann mit diesem Ensemble 1946 die National Championships sowie zwei Jahre später mit der CWS Brass-Band Manchester die British Open Championships. 
Seine pädagogischen Fähigkeiten müssen groß gewesen sein, da alle Brass-Bands, in denen er tätig war, eine erhebliche Niveauverbesserung entwickelten und manche Magazine gar vom Wunder seines Dirigenten-Stabes berichteten. Insgesamt erwies sich die Tätigkeit als eine Art Jungbrunnen für die gesamte Entwicklung des Brass-Band-Wesens in Großbritannien, so dass der bekannte Dirigent Roy Newsome den Komponisten Eric Ball als eine Art Mozart der Brass-Band Musik (The Mozart of the Brass Band Movement) titulierte. Er war Gastdirigent bei Brass-Bands in Australien, Kanada, den Vereinigten Staaten und in Neuseeland.

## Werke

### Werke für Brass-Band
- 1946 Pride of Race
- 1950 Resurgam (I will arise again) Symphonische Dichtung
- 1951 The Conquerors
- 1954 Tournament For Brass
- 1955 First Rhapsody on Negro-Spirituals
  1. Go down, Moses
  2. Peter, go ring them belles
  3. Ev'ry time I feel the spirit
  4. I'm rollin-through an unfriedly world
- 1958 Sunset Rhapsody
- 1959 The Undaunted Concert-Ouverture
- 1961 Main Street Variationen für Brass-Band
- 1967 Journey into Freedom Rhapsody for Brass Band
- 1971 Festival Music - Symphonic Suite
  - 1. Overture
  - 2. Romance
  - 3. Impromptu
- 1972 Christchurch Cantata für Chor und Brass-Band zur Eröffnung der Town-Hall in Christchurch, Neuseeland
- 1973 For All Mankind Kantate für Solisten, Chor und Brass-Band
- Exodus
- High Peak
- Hold Thou My Hand
- A Holiday Suite
  1. The open Road
  2. A Village Idyll
  3. Country Fair
- Indian Summer
- A Kensington Concerto
- Morning Rhapsody
- Oasis, Suite
- Overture St Michael’s Mount
- Petite Suite de Ballet
- Peniel basierend auf einen Text aus dem Alten Testament Genesis, Kap. 32
- Rhapsody on American Gospel Songs
- Scottish Festival Overture
- Second Rhapsody on Negro Spirituals
- Sinfonietta «The Wayfarer»
- Song of Courage
- Song of Faith
- Songs of the Morning - Suite
- Sunrise
- Swiss Festival Overture
- Thanksgiving Symphonische Dichtung
- The Ancient Temple Fantasie
- The Cornish Festival Overture
- The Fowey River Suite
- The Kingdom Triumphant
- The Princess and the Poet
- The Triumph of Peace Symphonische Dichtung
- The Young in Heart Suite
- Youth Salutes a Master

| Personendaten    | Personendaten                               |
| ---------------- | ------------------------------------------- |
| NAME             | Ball, Eric                                  |
| ALTERNATIVNAMEN  | Ball, Eric Walter John (vollständiger Name) |
| KURZBESCHREIBUNG | englischer Komponist und Dirigent           |
| GEBURTSDATUM     | 31. Oktober 1903                            |
| GEBURTSORT       | Kingswood, Großbritannien                   |
| STERBEDATUM      | 1. Oktober 1989                             |
| STERBEORT        | Dorset                                      |